# أندريه شاغنون
أندريه شاغنون هو شخصية أعمال كندي، ولد في 17 مارس 1928 في مونتريال في كندا.